# Volsinii
Volsinii ali Vulsinii (etruščansko Velzna, Velusna; starogrško Ὀυολσίνιοι; Ὀυολσίνιον, latinizirano: Ouolsinii), je ime dveh starodavnih mest Etrurije, enega, ki na obali Lacus Volsiniensis (sodobno Lago di Bolsena) in drugega na Via Clodia, med Clusiumom (današnji Chiusi) in Forumom Cassii (danes Vetralla) . To slednje mesto Volsinii (Volsinii veteres) je bilo etruščansko in so ga Rimljani uničili leta 264 pr. n. št., potem ko so se skušali njihovi sužnji upreti. Ob obali Bolsenskega jezera pa so nato novo mesto Volsinii novi ustanovili Rimljani s tistim etruščanskim prebivalstvom, ki so ga rešili iz uničenega starejšega mesta .
Sodobno mesto Bolsena ob istoimenskem jezeru v deželi Lacij se je razvilo na lokaciji rimskega mesta. Lokacija etruščanskega mesta pa ni nedvoumno jasna. Eden najpogosteje omenjanih možnih kandidatov je umbrijski Orvieto, ki leži približno 14 km od Bolsene.

## Lega
Bizantinski zgodovinar Joannes Zonaras trdi, da etruščanski Volsinii (Velzna ali Velusna) leži na strmi vzpetini ; medtem ko je Bolsena, predstavnik rimskega Volsinija, na ravnici. Učenjaki iz 19. stoletja so razpravljali o lokaciji tega dvignjenega mesta. Wilhelm Ludwig Abeken  jo je iskal v Montefiasconeju, na južnem koncu jezera; medtem ko je Karl Otfried Müller  verjel, da je bilo pri Orvietu in ime tega kraja v latinščini navedel, Urbs Vetus, staro mesto, kot argument v prid njegovemu mnenju; vendar je britanski raziskovalec in pisec George Dennis  menil, da ni razloga, da bi verjeli, da je tako daleč od rimskega mesta in da leži na vrhu hriba, nad amfiteatrom pri Bolseni, na točki imenovani Il Piazzano. Kot utemeljitev te hipoteze je navedel obstoj velikega števila ostankov keramike in nekaj jam v spodnjih pečinah. Bolsena je od Montefiasconea oddaljena 6 km, Orvieto pa 14 km.

### Fanum Voltumnae
Fanum Voltumnae je bilo glavno svetišče Etruščanov. Številni viri se nanašajo na ligo Dvanajstih ljudstev Etrurije, ki se vsako leto sestajajo v Fanumu.
Natančna lokacija tega svetišča še vedno ni znana, čeprav je to morda bilo na območju blizu sodobnega Orvieta, za katerega mnogi verjamejo, da je starodavni Volsinii. Profesorica Simonetta Stopponi z univerze Macerata, etruskologinja, izkopava na Orvietu od leta 2000. Verjame, da se je na tem mestu nahajal Fanum. [9]
Odkrita je bila etruščanska podkonstrukcija, ki jo je mogoče zapisati do 6. do 4. stoletja pred našim štetjem.
Najbolj impresiven je bil izkop območja okroglega vodnjaka, ki se je rahlo dvignil nad tempelj, katerega okraski so vključevali glavico leva. Po Stopponijinih besedah: »To bi bila sveta pomlad«.[10

## Zgodovina

### Volsinii veteres
Etruščanski Volsinii (Velzna ali Velusna; ali včasih v latinščini Volsinii Veteres - Stari Volsinii) se zdi, da je bilo eno najmočnejših mest Etrurije, kultno središče boga Voltumna in je bilo nedvomno eno izmed 12, ki so tvorile etruščansko konfederacijo, kot sta Volsinii imenovala Tit Livij  in Valerius Maximus  kot enega izmed capita Etruriae (glava Etrurije). Juvenal  ga opisuje kot sedečega med dobro gozdnatimi hribi.
Volsinii se prvič pojavi v zgodovini po padcu kraja Veii (396 pr. n. št.). Volsinci so v povezavi s Salpinati  izkoristili lakoto in kugo, ki je leta 391 pr. n. št. opustošila Rim. Poraženi so bili in 8000 od njih so jih zajeli. Vendar so kupili dvajsetletno premirje v zameno za vrnitev plena, ki so ga odvzeli in plačilo rimske vojske za eno leto. 
Naslednjič se pojavijo leta 310 pred našim štetjem, ko so skupaj s preostalimi etruščanskimi mesti, razen Arretiuma (sodobni Arezzo), sodelovali pri obleganju Sutriuma (sodobnega Sutrija), mesta v zavezništvu z Rimom . Ta vojna se je končala s porazom Etruščanov v prvi bitki pri jezeru Vadimo (310 pr. n. št.), Kar je močno prizadelo njihovo moč. Tri leta zatem je konzul Publij Decij Mus zajel več utrdb Volsinije. Leta 295 pred našim štetjem je Lucij Postumij Megel opustošil njihovo ozemlje in jih porazil pod obzidjem lastnega mesta ter jih 2800 pobil. Posledično sta skupaj s Perusio (sodobna Perugia) in Arretiumom kupila štiridesetletni mir s plačilom visoke globe.
Vendar pa je minilo več kot štirinajst let, ko so z zavezniki Vulcienti znova začeli napade proti Rimu. Ta poskus se je končal s končno pokoritvijo leta 280 pr. n. št.  Plinij Starejši  pripoveduje absurdno zgodbo  grškega pisatelja Metrodora iz Scepsisa, da naj bi Rimljani ob zajetju Volsinija postali lastniki 2.000 kipov, ki so jih našli. Zgodba pa je dovolj, da pokažemo, da so bili Volsinci zelo bogasti, živeli razkošno in poznali umetnost. To potrjuje Valerij Maxim, ki dodaja, da je bilo to razkošje vzrok za njihov propad, saj jih je naredilo tako nespodobne, da so dovolili, da so administracijo njihove skupnosti uzurpirali sužnji.
Poskus revolucije se je očitno začel s sprejemom svobodnjakov v vojsko, ki je moral biti leta 280 pr. n. št. Postali so močan plebejski razred, ki jim je bilo kasneje dovoljeno postati člani senata in opravljati javne funkcije. Zdi se, da so pridobili večino in jih uporabili za oblikovanje zakona. Drugi sužnji so bili osvobojeni; dali so si vse privilegije, ki so bili prej pridržani za Etruščane, kot so pravice do sklenitve zakonske zveze in dedovanja in so agresivno vztrajali pri njih proti volji etruščanskega patricijskega razreda. Pojavili so se očitki posilstva in ropa.
Leta 265 pred našim štetjem, ko je revolucionarna stranka začela sprejemati zakone, ki omejujejo politično delovanje patricija, so lucumo (v etruščanski lauchme ali lauchume, je bil naslov etruščanskih vladarjev, enakovreden latinskemu rexu ali 'kralju' )  poslali tajno veleposlaništvo v Rim, ki je zaprosilo za vojaško pomoč. Po vrnitvi so jih usmrtili zaradi izdaje, kmalu zatem pa je rimska vojska prispela oblegati mesto. Naslednji konflikt je bil intenziven; konzul in poveljnik generala Kvinta Fabija Gurga je bil žrtev. Leto pozneje je njegov naslednik Mark Fulvij Flack, ko se je zaradi stradanja mesto predalo, uničeval in usmrtil voditelje plebejske stranke. Verjame se, da je bil prvi prikaz gladiatorjev v Rimu leta 264 predstavljen zdaj ujetnikom osvobojencem iz Volsinija. Rimljani so rešili in obnovili moči preostalih Etruščanov Volsinija, vendar so se odločili, da jih je treba odstraniti s te lokacije v novo mesto na obali Bolsenskega jezera. Novo mesto ni imelo nobene naravne obrambe starega in nikakor ni bilo suvereno. Prenosno bogastvo iz starega mesta so odnesli v Rim.
Če je bilo staro mesto v resnici Orvieto, ne bi moglo dolgo ostati nezasedeno; vendar ga Rim ni nikoli več ogrožal. Novo mesto je kmalu prevzelo rimsko kulturo in jezik.

### Volsinii novi
Rimljani so, ko so zavzeli Volsinii, razdejali mesto in prisilili prebivalce, da so se preselili na drugo mesto. (Zonaras, l. C.) Ta drugi ali rimski Volsinii (včasih imenovan Volsinii Novi - Novi Volsinii) je pod cesarstvom še naprej obstajal. Bil je rojstni kraj Sejana, Tiberijevega ministra in ljubljenca . Juvenal aludira na to okoliščino, ko meni, da je sreča Sejana odvisna od naklonjenosti Nursije ali Norsije, etruščanske boginje, ki so jo častili v Volsiniju, v tamkajšnjem templju, kot v templju kapitolskega Jupitra v Rimu . Po Pliniju je bil Volsinii prizorišče nekaterih nadnaravnih dogodkov. Zapisuje, da je kralj Porsenna z neba potegnil strele, da bi uničil pošast z imenom Volta, ki je pustošila po njegovem ozemlju . Celo običajni izum ročnih mlinov, ki ga pripisujejo temu mestu, krasi tradicionalno čudo.

## Ostanki
Nedvoumnih ostankov etruščanskega Volsiniija še niso odkrili. Od mlajšega rimskega mesta pa so bili odkriti nekateri ostanki pri Bolseni. Najbolj izstopajo tisti iz templja v bližini Firenc, ki se običajno imenuje Tempio di Norsia. Toda ostanki so rimsko delo in pravi tempelj te boginje je najverjetneje stal v etruščanskem mestu. Amfiteater je majhen in popolna ruševina. Poleg teh so tu še ostanki nekaterih kopeli, sepulkralne table in sarkofag z reliefi, ki predstavljajo zmago Bakha. Pogorje Monti Volsini v severnem Laciju je ime dobilo po starodavnem mestu.

## Kovanci
Volsinii so v antiki kovali kovance. Popolna razprava o kovancih Volsinija je na voljo v Müller, Etrusker, vol. jaz. 324, 333.

## Rojeni Volsinianci
- Sejan, pretorijski prefekt pod Tiberijem.
- Musonij Ruf, stoični filozof.
- Aulus Cornelius Palma Frontonianus, rimski državnik.